# Pasaran I
Pasaran I is een bestuurslaag in het regentschap Samosir van de provincie Noord-Sumatra, Indonesië. Pasaran I telt 655 inwoners (volkstelling 2010).